# Current ratio
Current ratio is een kengetal om de financiële toestand en specifiek de liquiditeit van een bedrijf te meten. Het geeft de mate aan waarin de verschaffers van de vlottende schulden, dus van het korte vreemde vermogen uit de vlottende activa kunnen worden betaald. De current ratio wordt met de volgende formule berekend: 
{\displaystyle {\mbox{current ratio}}={\frac {\mbox{vlottende activa}}{\mbox{vlottende schulden}}}}
De current ratio is kleiner dan 1 wanneer de kortlopende schulden groter zijn dan de vlottende activa. Een current ratio van kleiner gelijk 1 geeft aan dat de onderneming problemen kan hebben om aan zijn korte termijn verplichtingen te voldoen. Een schuldeiser zal in het algemeen een hogere current ratio als beter beoordelen dan een lage current ratio, omdat een hogere current ratio aangeeft dat het waarschijnlijker is dat de onderneming aan zijn betalingsverplichtingen kan voldoen. Hoge current ratio's zijn niet altijd een goed teken voor beleggers. Wanneer de current ratio's te hoog zijn, dan kan dat een indicatie zijn dat de onderneming geen efficiënt gebruik maakt van de vlottende activa of van de mogelijkheden voor korte termijn financiering. Een aanvaardbare current ratio is daarom per bedrijfstak verschillend en wordt meestal gebruikt bij het vergelijken van de bedrijfsvoering binnen dezelfde bedrijfstak. 
Er kunnen in de vlottende activa een incourante voorraad en dubieuze debiteuren aanwezig zijn en de mate waarin aanwezige voorraden op korte termijn liquide kunnen worden gemaakt, verschilt sterk per bedrijfstak. Algemeen geldt daarom een waarde van 1 als laag en groter dan 2 als gezond, afhankelijk van de onderneming en bedrijfstak. Een bezwaar van de current ratio is dat deze aan de hand van de balans moet worden berekend, dus niet eerder dan dat deze beschikbaar is kan worden bepaald. De informatie is dan al enigszins verouderd. Het is ook alleen een momentopname, een kortlopende schuld die kort na de balansdatum wordt aangegaan, blijkt er niet uit.